# Мјелњицке Втелно
Мјелњицке Втелно (чеш. Mělnické Vtelno) је насељено мјесто са административним статусом сеоске општине (чеш. obec) у округу Мјелњик, у Средњочешком крају, Чешка Република.

## Становништво
Према подацима о броју становника из 2014. године насеље је имало 978 становника.